# Philipp Günther
Philipp Günther (* 20. März 1982 in Bregenz) ist ein ehemaliger Handballspieler aus Österreich.

## Werdegang
Philipp Günther wurde auf der Position Linksaußen eingesetzt. Er stand bei A1 Bregenz unter Vertrag.
Für die österreichische Nationalmannschaft bestritt er bis Dezember 2010 acht Länderspiele, in denen er zwei Tore warf. 
Er stand im erweiterten Aufgebot für die Weltmeisterschaft 2011 und beendete nach der Saison 2012/2013 aus gesundheitlichen Gründen seine Karriere.
Seine beiden Brüder Matthias (* 1976) und Gregor (* 1978) waren ebenso bei A1 Bregenz als Handballspieler aktiv.